# Kamel Belghazi
Kamel Belghazi est un acteur franco-algérien, né le 16 septembre 1970 à 
Bordj Bou Arreridj en Algérie.
Il est connu pour avoir joué les rôles de Nourredine Bensala dans Une famille formidable de 2000 à 2018, et du capitaine puis commandant Enzo Ghemara dans Section de recherches de 2006 à 2013. Depuis 2019 il a intégré la distribution de Demain nous appartient.

## Biographie

### Enfance et formation
Originaire de Bordj Bou Arreridj[réf. nécessaire] en Algérie, la famille de Kamel Belghazi émigre en France et s'installe à Saint-Jean-de-Maurienne, en Savoie. Son père est ouvrier et sa mère femme au foyer, il a huit frères et sœurs.
Il suit un DUT Techniques de commercialisation à Grenoble.
Pendant un an, il travaille comme commercial, mais le métier ne lui plait pas. Une actrice lui conseille alors de prendre des cours de comédie. Il démissionne et décide de se consacrer à sa vraie passion : être acteur.
De 1996 à 1998, il suit les cours de comédie de Dominique Viriot à Paris.

### Carrière
En 1999, il obtient son premier rôle dans un épisode de Navarro. Puis, il décroche le rôle de Nourredine Bensala dans Une famille formidable, personnage récurrent qu'il continuera à interpréter jusqu'à la fin de la série en 2018.
Il figure également dans des films au cinéma tels que Le Grand Voyage (2004) ou Secret défense (2008).
De 2006 à 2013, il incarne le commandant Enzo Ghemara dans la série Section de recherches.
Il quitte la série lors de la 7e saison car son rôle devenait de plus en plus restreint, malgré la montée en grade de son personnage.
En 2019, il intègre la distribution de la série quotidienne de TF1 Demain nous appartient, dans le rôle récurrent du docteur William Daunier.

## Filmographie

### Cinéma
- 2000 : Le Chemin du retour de David H. Murray : Rachid
- 2002 : Effraction de Patrick Halpine : Bechir (court-métrage)
- 2004 : Le Grand voyage d'Ismaël Ferroukhi : Khalid
- 2007 : Les Murs porteurs de Cyril Gelblat : l'homme de 35 ans
- 2008 : Secret défense de Philippe Haïm : Aziz

### Télévision

#### Téléfilms
- 2003 : Pierre et Farid de Michel Favart : Farid
- 2005 : Lucas Ferré : Le plaisir du mal de Marc Angelo : Slim
- 2008 : Baptêmes du feu de Philippe Venault : Ben Saïd
- 2015 : Flic tout simplement d'Yves Rénier :  Pascal Denner
- 2022 : Tous Inconnus de Nicolas Hourès :  Lui-même

#### Séries télévisées
- 2000 : Navarro (saison 12 épisode 3 : L'émeute) : Nasser
- 2000 : Navarro, épisode Machination de Patrick Jamain : Mourad, indic de Navarro
- 2000 - 2018 : Une famille formidable : Nourredine Bensala
- 2001-2002 : Sous le soleil (10 épisodes) : Saïd
- 2003 : Navarro (1 épisode) : Aziz Laouache
- 2004 : Le Train : Cherif Lekbir
- 2006 : Léa Parker (1 épisode) : Hassan Ben Jahalla
- 2006 : Commissaire Moulin (1 épisode) : Sylvain Josse
- 2006-2013 : Section de recherches (saisons 1-7 = 65 épisodes), Capitaine puis : commandant Enzo Ghemara (personnage décédé)
- 2012 : Joséphine, ange gardien (épisode Une prof) : Philippe
- 2015 : Camping Paradis (épisode Le séminaire) : Martin Dumont
- Depuis 2019 : Demain nous appartient : Dr William Daunier (épisodes 464-...)
- 2019 : Le temps est assassin de Claude-Michel Rome :  Lieutenant-colonel Malik Amzem
- 2020 : Joséphine, ange gardien (épisode Disparition au lycée) : M. Faras, le directeur
- 2022 : Camping Paradis, épisode Olympiades au Paradis : Arthur
- 2024 : Rivière-Perdue de Jean-Christophe Delpias : Manuel Perez

## Théâtre
- 2019 : Dans la peau d'un superman de Dorothy Greene, mise en scène Olivier Macé, tournée

## Distinctions

### Récompenses
- 2002 : Meilleur Jeune Espoir masculin (Prix du Jury) au Festival Jean Carmet de Moulins.